# Mario de Souza Mota
Mario de Souza Mota (* 8. August 1958 in São Paulo), auch bekannt unter dem Spitznamen Bahia, ist ein ehemaliger brasilianischer Fußballspieler auf der Position eines Stürmers.

## Laufbahn
„Bahia“ Mota stand zwischen 1984 und 1992 beim CF Monterrey unter Vertrag und gehörte 1986 zum Kader der ersten Meistermannschaft in der Geschichte der Rayados, die das unmittelbar vor der Fußball-Weltmeisterschaft 1986 ausgetragene Torneo México 86 gewann.
Mit insgesamt elf Treffern, die er gegen den Erzrivalen Tigres de la U.A.N.L. erzielte, ist Mota der erfolgreichste Torjäger der Rayados in der Geschichte des Clásico Regiomontano.

## Titel
- Mexikanischer Meister: México 86